# Jason Carter
Pour les articles homonymes, voir Carter.
Jason Carter, né le 23 septembre 1960 à Londres, est un acteur britannique.

## Biographie
Jason Carter apprend le métier d'acteur à la London Academy of Music and Dramatic Art, dont il sort diplômé en 1981. Il part pour les États-Unis au début des années 1990 et fait plusieurs apparitions dans des séries télévisées, notamment dans Babylon 5 où il joue le rôle de Marcus Cole, l'un des personnages principaux des saisons 3 et 4.
Il prête par ailleurs sa voix à des personnages de jeux vidéo, dont James Bond dans GoldenEye : Au service du mal (2004) et Glorfindel dans Le Seigneur des anneaux : La Bataille pour la Terre du Milieu II (2006).

## Filmographie

### Cinéma
- 1985 : Le Roi David : Salomon
- 1995 : Georgia : Chasman
- 1995 : The Dark Dancer de Robert Burges : Lieutenant de police Alan Hancock
- 2015 : By Way of Helena : William

### Télévision
- 1984 : Ellis Island, les portes de l'espoir (mini-série) : Jamie Barrymore
- 1991 : The Bill (série télévisée, saison 7 épisode 91) : Jeff Keane
- 1993 : Un privé sous les tropiques (série télévisée, saison 3 épisode 18) : Robert Sterling
- 1994 : Viper (série télévisée, saison 1 épisodes 1 et 3) : Alec Connor
- 1994 : Beverly Hills 90210 (série télévisée, 5 épisodes) : Roy Randolph
- 1995 : Diagnostic : Meurtre (série télévisée, saison 2 épisode 22) : Noble Samson
- 1995 : Loïs et Clark : Les Nouvelles Aventures de Superman (série télévisée, saison 2 épisode 21) : Calvin Dregg
- 1996 : The Sentinel (série télévisée, saison 1 épisode 9) : Bruce McCarthy
- 1997 : Troisième planète après le Soleil (série télévisée, saison 3 épisodes 7 et 8) : Seth
- 1995-1998 : Babylon 5 (série télévisée, 24 épisodes) : Marcus Cole
- 2000 : Charmed (série télévisée, saison 3 épisode 7) : Andras
- 2002 : Angel (série télévisée, saison 3 épisode 18) : le démon Repo
- 2003 : Spy Girls (série télévisée, saison 2 épisode 8) : Morgan Porter